# پراسپکت (نیویورک)
پراسپکت (به انگلیسی: Prospect) یک منطقهٔ مسکونی در ایالات متحده آمریکا است که در شهرستان اونیدا، نیویورک واقع شده‌است. پراسپکت ۰٫۵ کیلومتر مربع مساحت و ۲۹۱ نفر جمعیت دارد و ۳۶۱ متر بالاتر از سطح دریا واقع شده‌است.